# Czarny szlak turystyczny Suchedniów – rezerwat Dalejów
 Czarny szlak turystyczny Suchedniów – rezerwat Dalejów – szlak turystyczny na terenie Gór Świętokrzyskich.

## Przebieg szlaku
| Odległość | Atrakcje                                        | Punkt            | Skrzyżowania szlaków |
| --------- | ----------------------------------------------- | ---------------- | -------------------- |
| 0,0 km    | kościół · kaplica · cmentarz · zabytek · pomnik | Suchedniów PKP   | Berezów – Suchedniów |
| 8,0 km    | rezerwat roślinny                               | rezerwat Dalejów | Bliżyn – Zagnańsk    |